# Скачковый барабан

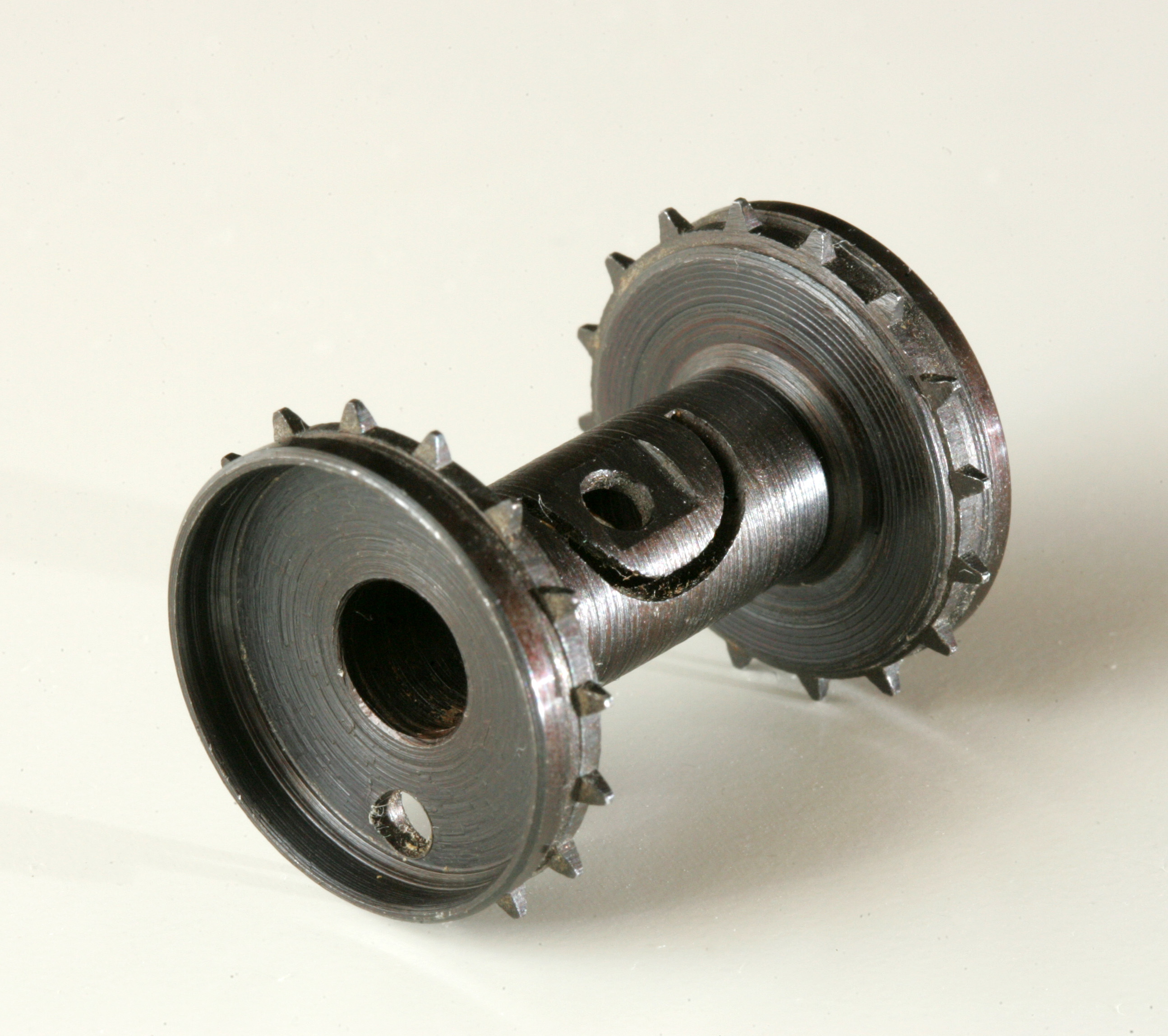
Скачковый барабан
кинопроектора 23КПК

Скачко́вый бараба́н — деталь мальтийского механизма, непосредственно осуществляющая прерывистое перемещение киноплёнки на шаг кадра. Зубчатый барабан, насаженный на ведомую ось мальтийского механизма, и совершающий скачкообразные повороты на 1/4 оборота (в механизмах с четырёхпазовым мальтийским крестом). Как и весь механизм, основное применение нашёл в кинопроекторах, вследствие наименьшего динамического воздействия на фильмокопию и её наименьшего износа по сравнению с грейферным механизмом.

## Конструкция
В лентопротяжном тракте кинопроектора располагается, как правило, сразу же за фильмовым каналом (внизу), осуществляя протяжку киноплёнки, и перед задерживающим зубчатым барабаном. Для предотвращения обрыва из-за мгновенной разницы в скоростях протяжки, между скачковым и задерживающим барабанами киноплёнка делает петлю. В кинопроекторах, рассчитанных на стандартную 35-мм киноплёнку, скачковый барабан обычно имеет 16 зубьев эвольвентного профиля и за четверть оборота перемещает киноплёнку на 4 перфорации, что соответствует стандартному шагу кадра. В широкоформатных кинопроекторах двухформатный скачковый барабан оснащается двумя венцами: внутренним 16-зубым для 35-мм киноплёнки, и внешним 20-зубым для 70-мм. 20 зубьев за четверть оборота перемещают киноплёнку на 5 перфораций, соответствующих шагу широкоформатного кадра.
При проектировании мальтийских механизмов учитывается, что скачковый барабан должен иметь минимальный момент инерции, поэтому его конструкция максимально облегчается. В отличие от массивных тянущего и задерживающего (или комбинированного) зубчатых барабанов, скачковый имеет тонкую ступицу и облегчённые венцы, состоящие только из узких опорных дорожек с зубьями. Точность изготовления барабана влияет на устойчивость кадра на экране, поэтому из всех зубчатых барабанов лентопротяжного тракта скачковый — самый точный. Максимально допустимое диаметральное биение опорных поясков не должно превышать 0,01—0,02 мм.
В двухформатных кинопроекторах, рассчитанных на киноплёнку 35-мм и 70-мм, скачковые барабаны, как и все остальные барабаны таких проекторов, изготавливаются со сдвоенными венцами двух разных диаметров и разным количеством зубьев.